# Caius Rutilius Gallicus
Caius Rutilius Gallicus est un sénateur et consul romain du premier siècle de notre ère.

## Famille
Gallicus, qui est originaire de Turin, est connu par un poème que lui dédia Stace en 88 ou en 89 pour le féliciter de sa guérison et qui résume sa carrière,. Sa femme est Minicia Paetina.
Son adoption dans les années 70 et après son mariage lui vaut le nom complet de Quintus Iulius Cordinus Caius Rutilius Gallicus, attesté par les citations épigraphiques,,.

## Biographie
Il est admis dans l'ordre sénatorial lors de la censure de l'empereur Claude en 48. Il commence sa carrière en tant que tribun militaire dans la Legio XIII Gemina puis comme  légat de la Legio XV Apollinaris en 52/54, dans la province de Galatie-Cappadoce entre 55 et 64, probablement sous les ordres de Corbulo. Pendant l'année des 4 empereurs, entre 68 et 70, il est légat d'Auguste propréteur du proconsul d'Asie. 
Il fut consul suffect avant 78, peut être en 70 (ou en 72 selon une autre hypothèse). et fut coopté parmi les sodales augustales.
Il fut chargé par Vespasien d'une mission en tant que légat d'Auguste propréteur en Afrique proconsulaire, connue par des inscriptions épigraphiques. Au printemps 74, il est dans les Syrtes pour fixer la frontière administrative entre les Lepcitani et les Oeenses,, puis il intervient sur le tracé de la Fossa regia. 
Il est consul suffect une deuxième fois, en mars 85, avec pour collègue Lucius Valerius Catullus Messallinus. En 91, il est préfet de Rome.